# Santa Margarida (Sao Tomé-et-Principe)
Ne doit pas être confondu avec Santa Margarida.
Santa Margarida est une localité de Sao Tomé-et-Principe située au nord-est de l'île de São Tomé, dans le district de Mé-Zóchi. C'est une ancienne roça.

## Roça
La roça a été fondée vers 1855 par un Espagnol, Francisco de Assis Velarde y Romero.
Avec une surface cultivée de 810 hectares, c'était l'une des plus grandes exploitations agricoles de l'île. Le quartier des sanzalas (habitations des travailleurs) était enterré, avec un seul accès à côté de la casa principal (maison de maître).

Photographies et croquis réalisés en 2011 mettent en évidence la disposition des bâtiments, leurs dimensions et leur état à cette date.

## Population
Lors du recensement de 2012, 384 habitants y ont été dénombrés.